# Калист Ангеликуд
Калист Мелнишки (на гръцки: Κάλλιστος Άγγελικούδης) е православен духовник, писател и исихаст от XIV век, обявен за светец, преподобен.

## Биография
Сведенията за Калист Мелнишки (Меленикиот), познат още като Ангеликуд или Тиликуд, са изключително оскъдни. Има предположение, че той е едно и също лице с Калист Катафигиот. Автор е на много съчинения, в миналото приписвани на различни автори. Роден е в Мелник или близките му околности и е смятан за основател на Роженския манастир.